# Неручев, Сергей Германович
Сергей Германович Неручев (1927—2012) — советский геолог-нефтяник и геохимик, доктор геолого-минералогических наук, профессор. Разрабатывал проблемы происхождения нефти и газа, методы прогноза и перспектив нефтегазоносности. Заслуженный геолог РСФСР.

## Биография
Родился 2 октября 1927 года в городе Ростов-на-Дону.
В 1952 году окончил геолого-разведочный факультет Грозненского нефтяного института по специальности «геология, разведка и разработка нефтяных и газовых месторождений».
Начал работать в тресте «СредАзНефтеГазРазведка» и в Ставропольском филиале ГрозНИИ.
В 1958 году окончил очную аспирантуру во Всесоюзном нефтяном научно-исследовательском геологоразведочном институте и защитил диссертацию по теме «Нефтеносность кембрийских отложений северного склона Алданского щита и прилегающей части Прибайкальского краевого прогиба».
С 1962 года работал во ВНИГРИ. С 1965 года — заведующий отделом геохимических основ прогноза нефтегазоносности ВНИГРИ.
Доктор геолого-минералогических наук (1964), профессор (1976).
В 1962 году впервые описал происходящие на глубине более 1,5 км изменения в составе битумоидов, обусловленные эмиграцией микронефти, это явление было названо — «Закономерности Неручева».
Впервые предложил способ количественной оценки миграции нефти и газа. Изучал условия нефтегазообразования в зоне больших и сверхбольших глубин.
В 1966—1968 годах работал экспертом ООН при Государственном нефтяном институте в Индии.
Выдвигался в члены-корреспондены АН СССР, но не был выбран.
Скончался 30 декабря 2012 года в городе Санкт-Петербург.

## Награды и премии
- 1966 — Орден Трудового Красного Знамени
- 1971 — Отличник разведки недр
- Орден Почёта
- 1990 — Премия имени И. М. Губкина, за книгу «Уран и жизнь в истории Земли»[6]
- 2007 — Почётный разведчик недр
- 2009 — Премия имени А. П. Карпинского Правительства Санкт-Петербурга в области геологических и геофизических наук и горного дела, за совокупность работ по развитию основ современной теории нефтегазообразования и разработку универсальной модели формирования месторождений углеводородов
- Заслуженный геолог РСФСР.

## Членство в организациях
- 1993 — Член-корреспондент РАЕН.
- Американское общество инженеров-нефтяников.